# هومنا
هومنا (به لاتین: Homna) یک منطقهٔ مسکونی در بنگلادش است که در ناحیه کومیلا واقع شده‌است. هومنا ۱۸۰٫۱۳ کیلومتر مربع مساحت و ۲۱۱٬۵۶۳ نفر جمعیت دارد.